# Dragnet (film)
Dragnet is een Amerikaans komediefilm uit 1987, geregisseerd en geschreven door Tom Mankiewicz en geproduceerd door Bernie Brillstein, David Permut en Robert K. Weiss. De hoofdrollen worden vertolkt door Dan Aykroyd, Tom Hanks en Christopher Plummer.

## Verhaal
Friday en Streebek moeten samen een vleermuis, een lange slang en de maan van een leeuw zien terug te vinden.

## Rolbezetting
| Acteur              | Personage                 |
| ------------------- | ------------------------- |
| Dan Aykroyd         | Sgt. Joe Friday           |
| Tom Hanks           | Det. Pep Streebeck        |
| Christopher Plummer | Reverend Jonathan Whirley |
| Harry Morgan        | Kapitein Bill Gannon      |
| Alexandra Paul      | Connie Swail              |
| Jack O'Halloran     | Emil Muzz                 |
| Elizabeth Ashley    | Jane Kirkpatrick          |
| Dabney Coleman      | Jerry Caesar              |
| Kathleen Freeman    | Enid Borden               |
| Bruce Gray          | Burgemeester Peter Parvin |
| Lenka Peterson      | Oma Mundy                 |
| Dona Speir          | Baitmate                  |